# Rub' al Khali
Rub' al Khali (tiếng Ả Rập: الربع الخالي ar-Rubʿ al-Khālī, "miền hư không") là hoang mạc cát không gián đoạn lớn nhất thế giới, bao gồm hầu hết một phần ba phía nam của bán đảo Ả Rập. Hoang mạc có diện tích khoảng 650.000 km², giữa các toạ độ 44°30′−56°30′Đ, và 16°30′−23°00′B, trải dài trên lãnh thổ của các quốc gia Ả Rập Xê Út, Oman, Các Tiểu vương quốc Ả Rập Thống nhất và Yemen. Đây là bộ phận của hoang mạc Ả Rập có phạm vi lớn hơn.

## Mô tả

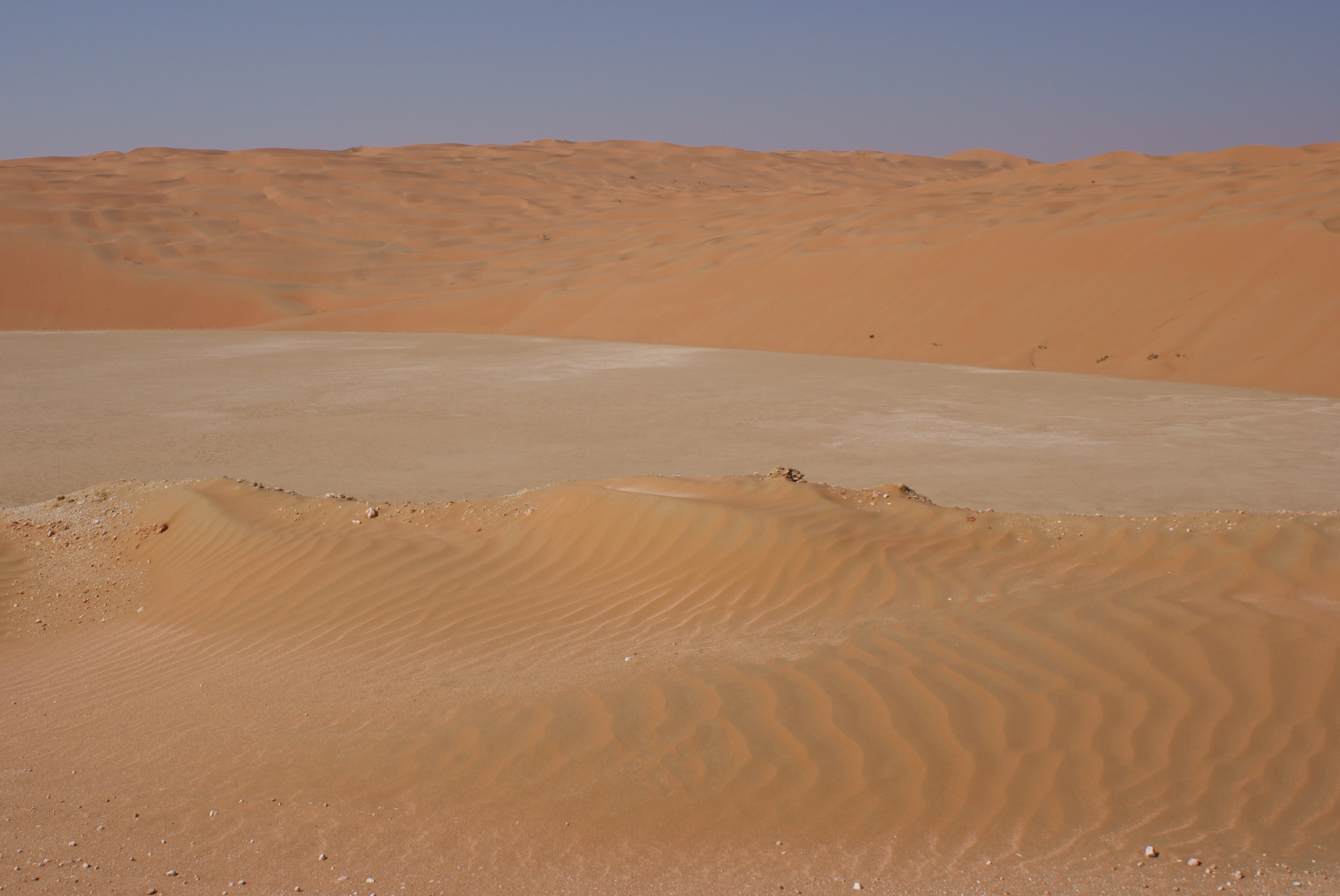
Các đồng bằng sỏi xám đặc trưng bị các đụn cát lớn bao quanh

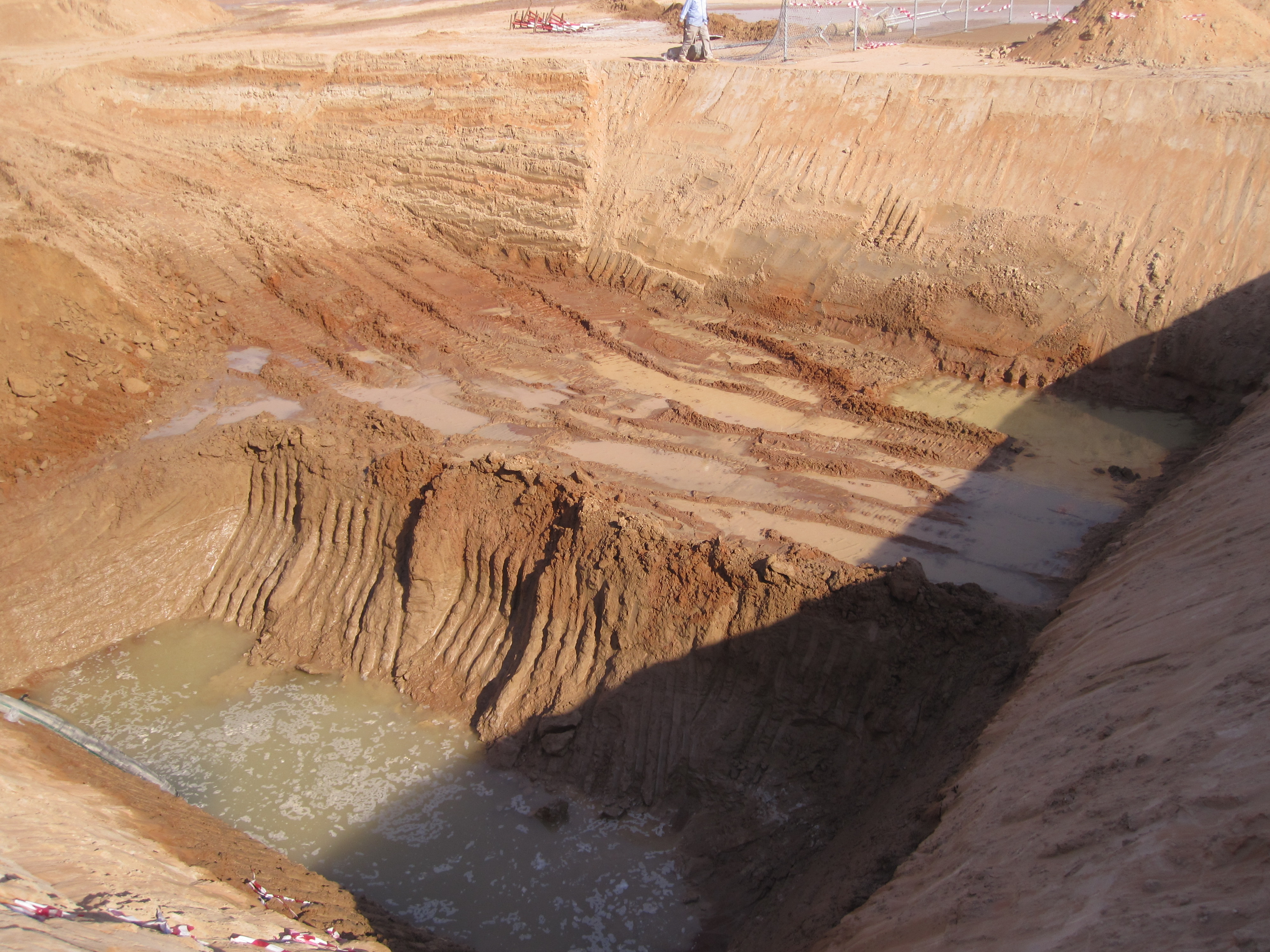
Nước ngầm phát hiện được tại Rub' al Khali

Hoang mạc dài 1.000 km, rộng 500 km. Độ cao bề mặt dao động từ 800 m tại phía tây nam đến khoảng mực nước biển tại đông bắc. Địa hình được bao phủ bằng các đụn cát với chiều cao lên tới 250 m, rải rác là các đồng bằng sỏi và thạch cao. Cát có màu hơi đỏ-cam do có chứa felspat. Ngoài ra còn có các vùng bằng phẳng cát lợ tại một số nơi, như khu vực Umm al Samim tại góc phía đông của hoang mạc.
Dọc theo chiều dài phần giữa hoang mạc có một số khu vực nổi lên, cứng hơn có chứa calci cacbonat, thạch cao, marl, hoặc sét, chúng từng là nơi có các hồ nước nông. Các hồ này tồn tại trong giai đoạn từ 6.000 đến 5,000 năm trước và từ 3.000 đến 2.000 năm trước. Các hồ được cho là hình thành từ kết quả của hiện tượng "mưa biến cố" tương tự như các cơn mưa gió mùa hiện nay và có khả năng nhất là kéo dài chỉ trong một vài năm. Tuy nhiên, các hồ tại khu vực Mundafen tại phần tây nam của Rub' al Khali cho thấy bằng chứng tồn tại lâu hơn, lên đến 800 năm, do gia tăng dòng chảy từ vách đứng Tuwaiq.
Bằng chứng cho thấy rằng các hồ này là môi trường sống của nhiều loài động thực vật. Các tàn tích hoá thạch thể hiện sự tồn tại của một vài loài động vật như hà mã, trâu và bò rừng châu Âu. Các hồ cũng có những loài ốc sên, giáp trai nhỏ, và khi điều kiện phù hợp thì còn có trai sông. Trầm tích calci cacbonat và đá thực kết cho thấy sự hiện diện của thực vật và tảo. Ngoài ra, còn có bằng chứng về hoạt động của con người với niên đại từ 3.000 đến 2.000 năm trước, bao gồm các công cụ bằng đá lửa được đẽo khắc, song không phát hiện thấy di cốt của con người.
Khu vực có khí hậu hoang mạc nóng đặc trưng của hoang mạc Ả Rập. Khu vực được phân loại là "cực khô hạn", với đặc trưng là lượng mưa hàng năm thấp hơn 3 cm. Trung bình nhiệt độ cao nhất trong ngày là 47 °C và có thể cao đến 51 °C.
Hệ động vật gồm có các loài hình nhện (như bọ cạp) và các loài gặm nhấm, có cây mọc trên khắp khu vực. Với tư cách một vùng sinh thái, the Rub' al Khali nằm trong các vùng đất cây bụi rất khô hạn hoang mạc Ả Rập và Đông Sahara-Ả Rập. Báo săn châu Á từng phổ biến tại Ả Rập Xê Út, song bị tuyệt chủng ở phạm vi hoang mạc Rub' al Khali.
Về mặt địa chất, Rub' al Khali là nơi giàu dầu mỏ nhất trên thế giới. Trữ lượng dầu mỏ lớn được phát hiện dưới lòng các đụn cát. Sheyba nằm tại góc đông bắc của Rub' al Khali là một địa điểm sản xuất dầu thô nhẹ tại Ả Rập Xê Út. Ghawar là mỏ dầu lớn nhất thế giới, kéo dài về phía nam vào phần cực bắc của Rub' al Khali.

## Lịch sử

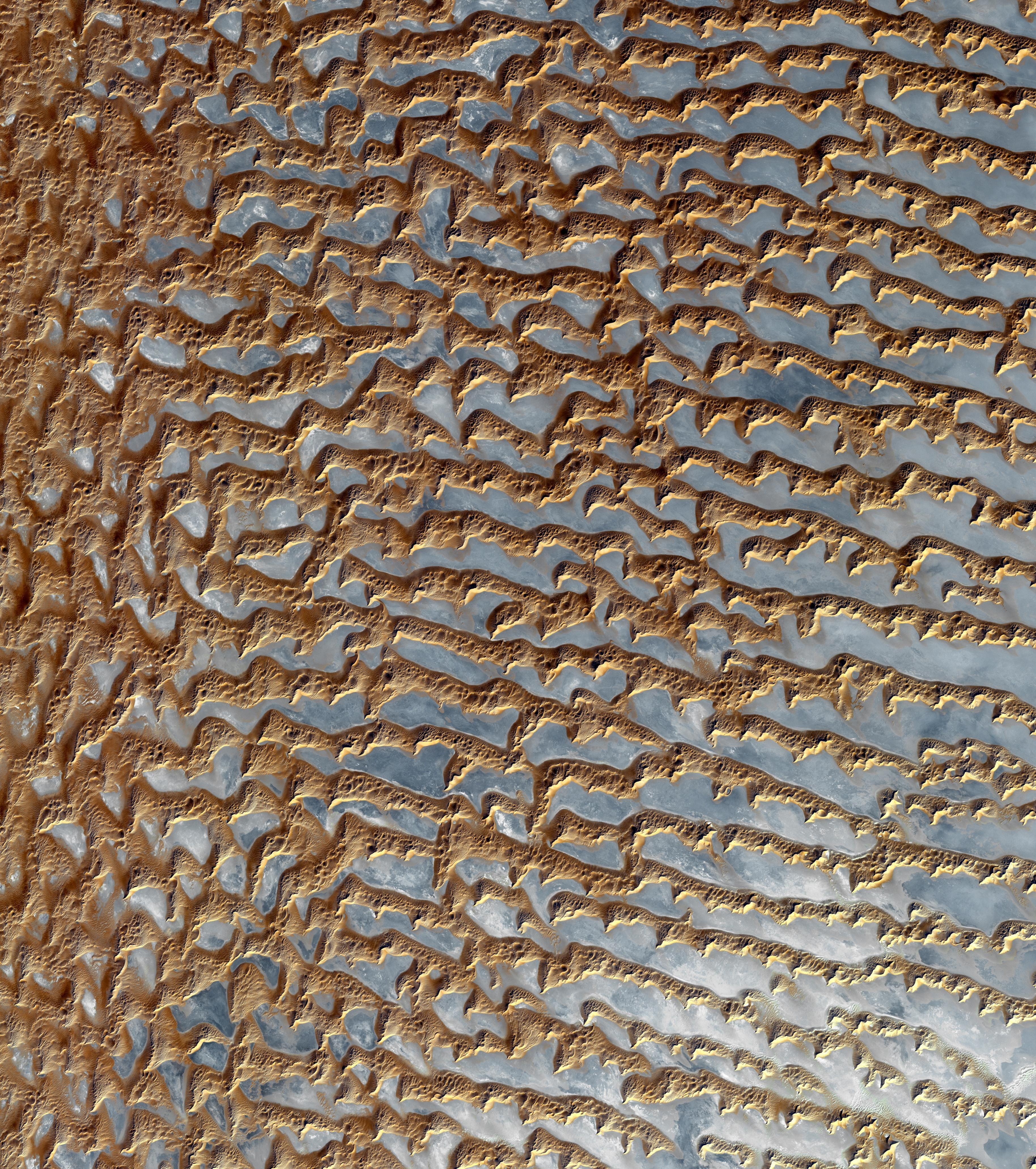
Ảnh vệ tinh các đụn cát tại Rub' al Khali.

Hoang mạc hoá gia tăng theo thời gian, trước khi bị hoang mạc hoá thì các tuyến đường buôn qua Rub' al Khali gặp khó khăn, các đoàn buôn trầm hương vượt qua các khoảng đất hoang gần như không thể vượt qua được cho đến khoảng năm 300. Có đề xuất về một thành phố mất tích gọi là Ubar hay Iram dựa vào hoạt động mậu dịch như vậy. Dấu tích của các tuyến đường lạc đà dù không thể nhận biết trên mặt đất song xuất hiện trên các ảnh vệ tinh.

### Con người
Hiện nay, cư dân Rub' al Khali là thành viên của các bộ lạc địa phương khác nhau, như bộ lạc Al Murrah có lãnh thổ lớn nhất và chủ yếu nằm giữa Al Ahsa và Najran. Banu Yam và Banu Hamdan (tại Yemen và khu vực Najran thuộc miền nam Ả Rập Xê Út), và Bani Yas (tại Các tiểu vương quốc Ả Rập Thống nhất). Một vài liên kết đường bộ nối các khu dân cư bộ lạc này đến các nguồn nước và trung tâm sản xuất dầu mỏ trong khu vực.

### Thám hiểm
Hành trình được ghi chép đầu tiên của các nhà thám hiểm từ bên ngoài là của các nhà thám hiểm người Anh Bertram Thomas vào năm 1931 và St. John Philby vào năm 1932.
Từ năm 1946 đến năm 1950, Wilfred Thesiger từng vài lần vượt qua khu vực và lập bản đồ các bộ phận lớn tại đây, bao gồm các núi của Oman, theo như miêu tả trong sách Arabian Sands năm 1959 của ông.
Vào tháng 6 năm 1950, một đoàn thám hiểm của Không quân Hoa Kỳ vượt qua Rub' al Khali từ Dhahran, Ả Rập Xê Út để đến miền trung Yemen và quay trở lại trên xe tải nhằm thu thập các mẫu vật cho Viện Smithsonian và nhằm thử nghiệm cách thức sống sót trong hoang mạc.
Năm 1999, Jamie Clarke trở thành người phương Tây đầu tiên vượt qua Rub' al Khali trong khoảng 50 năm. Đội của ông gồm có sáu thành viên, trong đó có ba người Bedouin, họ dành 40 ngày để vượt qua hoang mạc với 13 con lạc đà.
Ngày 25 tháng 2 năm 2006, một chuyến tham quan khoa học được Cơ quan Nghiên cứu Địa chất Ả Rập Xê Út tổ chức bắt đầu khám phá Rub' al Khali. Đoàn thám hiểm gồm có 89 nhà môi trường học, địa chất học và khoa học đến từ Ả Rập Xê Út và nước ngoài. Nhiều loại sinh vật hoá thạch cũng như thiên thạch được phát hiện trong hoang mạc. Đoàn thám hiểm khám phá 31 loài thực vật mới và nhiều loài thực vật, cũng như 24 loài chim sống trong khu vực, điều này thu hút các nhà khoa học về cách thức chúng tồn tại trong điều kiện khắc nghiệt tại đây.
Năm 2012, Alastair Humphreys và Leon McCarron tiến hành một chuyến đi đặc biệt từ Salalah đến Dubai. Họ sản xuất một bộ phim tài liệu về hành trình của mình và so sánh nó với hành trình của Wilfred Thesiger.
Ngày 4 tháng 2 năm 2013, một đoàn thám hiểm Nam Phi gồm có Alex Harris, Marco Broccardo và David Joyce tuyên bố rằng họ trở thành những người đầu tiên vượt biên giới gần Oman của Rub' al Khali mà không cần hỗ trợ và đi bộ, trong một hành trình bắt đầu từ Salalah và kéo dài 40 ngày, cuối cùng kết thúc tại Dubai. Cũng trong năm 2013, nhà thám hiểm người Hàn Quốc Young-Ho Nam dẫn một đội (Agustin Arroyo Bezanilla, Si-Woo Lee) vượt qua khu vực bằng cách đi bộ từ Salalah, Oman đến ốc đảo Liwa, Các Tiểu vương quốc Ả Rập Thống nhất. Nhà cầm quyền Abu Dhabi công nhận họ là những người đầu tiên trên thế giới đi bộ qua Rub' al Khali theo đường biên giới Oman và kết thúc tại Các Tiểu vương quốc Ả Rập Thống nhất.